# Gamasiphis vinculi
Gamasiphis vinculi är en spindeldjursart som beskrevs av Wolfgang Karg 1994. Gamasiphis vinculi ingår i släktet Gamasiphis och familjen Ologamasidae. Inga underarter finns listade i Catalogue of Life.